# Roberto Fernández Balbuena
Roberto Fernández Balbuena (Madrid, 29 de noviembre de 1890 - México D. F., 12 de febrero de 1966) fue un arquitecto y pintor español, que desarrolló su actividad entre Madrid y Ciudad de México.

## Vida
Hijo de militar, estudia el Bachillerato en el Instituto Cardenal Cisneros e ingresó en 1905 en la Escuela Superior de Arquitectura de Madrid obteniendo el título, junto a su hermano Gustavo, en 1914. Al terminar la carrera viaja a Roma (1916-1919) pensionado por la Real Academia de Bellas Artes. Con Gustavo comienza el ejercicio de la profesión colaborando en el proyecto al Concurso para el edificio del Círculo de Bellas Artes en Madrid (1919), y levantando diversas viviendas en los Parques Urbanizados del Ensanche de la capital. Al mismo tiempo, publica dibujos y escritos en la revista "Arquitectura", nacida en 1918. Más tarde, consigue la plaza de profesor de Dibujo Geométrico en la Escuela de Artes y Oficios (1923), e imparte clases como auxiliar de proyectos en la Escuela de Arquitectura hasta el inicio de la guerra civil. Estas circunstancias favorecen su alejamiento de la profesión y le permiten dedicar más tiempo a la pintura, su auténtica vocación, a la que se entrega por completo a la muerte de su hermano Gustavo en 1931.
El 29 de enero de 1937 fue nombrado Presidente de la Junta Delegada de Incautación, Protección y Salvamento del Tesoro Artístico de Madrid y provincia, Toledo, Ciudad Real, Cuenca y Guadalajara, cargo al que renuncia al ser nombrado Delegado de Bellas Artes de la Región Centro. Un año más tarde es Secretario de la Subsección de Arte Contemporáneo del Consejo Central de Archivos, Bibliotecas y Tesoro Público y, en 1938, desempeña el puesto de Subdirector del Museo del Prado, en sí Director en funciones, ya que su titular, Pablo Picasso, nunca llegó a tomar posesión del cargo.
El gobierno de la República le nombró comisario para la Exposición Universal de Nueva York de 1939 y Agregado Cultural de la Embajada de España en Suecia. Previamente, había sido llamado por la embajadora en Suecia, Isabel Oyarzábal de Palencia, para que diera una serie de conferencias en los países nórdicos, sobre la protección del Tesoro Artístico llevada a cabo por la Junta. La exitosa gira por diversas ciudades de Suecia, así como en Copenhague y Ámsterdam, llevó a que Oyarzábal solicitara en junio de 1938 al Ministro de Estado, Julio Álvarez del Vayo, su nombramiento como Agregado. Al finalizar la guerra, emprende el exilio y llega a Francia donde, junto a José Bergamín, organiza la acogida de los exiliados españoles en países simpatizantes con la República. En 1939 llegó a México con otra veintena de arquitectos entre los que se encuentran Félix Candela y Ovidio Botella. Con este último funda la empresa constructora TASA (Técnicos Asociados) y tras unos años profesando la docencia y ejerciendo la arquitectura, se dedica de lleno a la pintura. En México llevó a cabo, con éxito, varias exposiciones entre los años 1942 y 1963, y muere en 1966 cuando preparaba en Madrid una exposición recopilatoria de su extensa obra. En arquitectura también tuvo intervenciones destacadas levantando edificios para almacenes, como los SYR de la capital mexicana y de Monterrey, y residencias en Cuernavaca.
En 1991 se le dedica en Madrid una exposición homenaje. La obra exhibida procedía de la montada en México en marzo del mismo año con motivo del centenario de su nacimiento. En el año 2000 tiene lugar en México la exposición "60 años de Exilio Español" con la obra de Roberto Fernández Balbuena y la de su esposa, la también pintora española, Elvira Gascón. Con Elvira coincidió en la Escuela de Artes y Oficios de Madrid, de la que era profesora desde 1935, y en la Junta de Defensa del Tesoro Artístico Nacional en la que colaboró como auxiliar técnico desde 1937. 

### Obras pictóricas
Laboratorio, 1910; Bodegón, 1910; Mujer de azul, 1915; Paisaje, 1919; Boceto desnudo, 1920; Paisaje carreta, 1920; La siega, 1920; Pueblo, 1920; Paisaje azul, 1921; Paisaje, 1923; Virgen y dos niños, 1924; Bodegón, 1924; Mujeres, 1925; Pastora de negro, 1925; Desnudo, 1925; Desnudo de espaldas, 1926; Apunte, 1926; Sardineras, 1926; Desnudo Pittsburg, 1926; Paisaje, 1926; Dos desnudos, 1926; Mesa de café, 1927; Autorretrato, 1927; Desnudo, 1927; Bodegón, 1927; En el campo, 1927; Pueblito, 1927; Morucha, 1929; Desnudos luz sombra, 1929; Paisaje ortigas, 1930; Paisaje grieta, 1930; Bodegón mamá, 1931; Desnudo, 1936; Recuerdo de Toledo, 1950; Bodegón, 1955; Bodegón panes y plátanos, 1962; Policromía, 1963; Mediterráneo, 1964; Policromía II, 1963; Policromía IV, 1965; Verduras, 1965.

## Exposiciones
2011: Emulsiones históricas en Galería Freijo. 
2024: México. Arquitectura y paisaje en Galería Freijo, junto a las fotografías de Armando Salas Portugal. 